# Tetsuya Yamazaki
Tetsuya Yamazaki (Shizuoka, 25 juli 1978) is een voormalig Japans voetballer.

## Carrière
Tetsuya Yamazaki speelde tussen 1997 en 2008 voor Montedio Yamagata, Oita Trinita en Cerezo Osaka.